# Numerische Strömungsmechanik

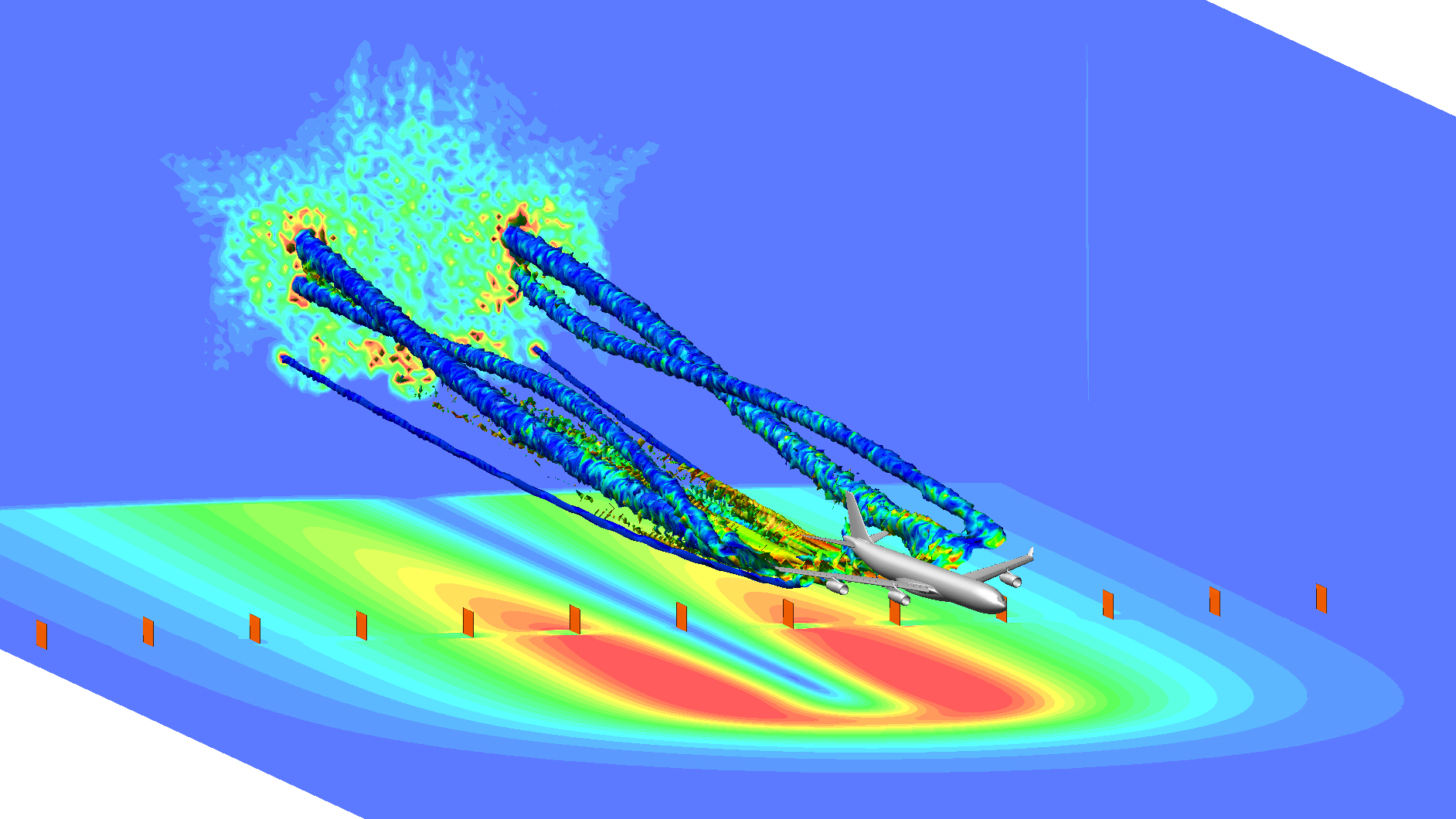
Wirbelschleppensimulation für einen Airbus A340 im Endanflug kurz vor der Landebahn.

Die numerische Strömungsmechanik (englisch Computational Fluid Dynamics, Abk. CFD) verwendet numerische Methoden zur näherungsweisen Lösung strömungsmechanischer Probleme. Ihre Anwendung in Form numerischer Modelle bezeichnet man als Strömungssimulation.
Wichtige Probleme der Strömungsmechanik sind beispielsweise die Berechnung des Widerstandsbeiwerts von Fahrzeugen oder die möglichst ressourcenschonende Auslegung von durchströmten Maschinen. Sie beinhalten meist nichtlineare Probleme oder komplexe Geometrien, die nur in Spezialfällen analytisch lösbar sind. Die numerische Strömungsmechanik bietet dann eine kostengünstige Alternative zu Versuchen im Strömungskanal. Außerdem wird eine Kostenreduktion durch die Reduktion von Maschinenstunden und Ressourcenverbrauch bei der Auslegung von Prozessen erzielt.

## Modellbildung
Ein gewöhnliches System an Gleichungen umfasst die Navier-Stokes-Gleichungen, eine Kontinuitätsgleichung und eine Zustandsgleichung, die den Zusammenhang von Druck und Dichte angibt. Dazu kommen die Randbedingungen an den Grenzen der berechneten Geometrie und die Anfangsbedingung zum Start der Rechnung.
Das Gleichungssystem kann durch eine Vielzahl an Einschränkungen oder Erweiterungen der jeweiligen Problemstellung angepasst werden. Beispielsweise
- fällt bei einer stationären Strömung die zeitliche Ableitung weg.
- kann bei kleiner Reynoldszahl der konvektive Term vernachlässigt werden.
- vereinfachen sich die Navier-Stokes-Gleichungen zu den Euler-Gleichungen, wenn die Zähigkeit vernachlässigt werden kann.
- kann bei kleiner Machzahl die Dichte konstant gesetzt werden.

Der nichtlineare konvektive Term ist nötig, um turbulente Strömungen zu beschreiben, die zu berechnen viel Rechenleistung erfordert. Um die Rechenleistung zu begrenzen, werden Turbulenzmodelle oder Large Eddy Simulation verwendet.
Erweiterungen des Gleichungssystems sind beispielsweise nötig, wenn Mehrphasenströmungen berechnet werden, chemische Reaktionen stattfinden oder weitere Kräfte auf die Strömung wirken. Der Einfluss zwischen einer Strömung und einer elastischen Struktur wird über die Fluid-Struktur-Wechselwirkung beschrieben.
CFD-Verfahren bilden die Grundlage für die numerische Aeroakustik, die sich mit der Berechnung von Strömungsgeräuschen befasst.

## Verfahren
Die verbreitetsten Lösungsmethoden der numerischen Strömungsmechanik sind
- Finite-Differenzen-Methode (FDM)
- Finite-Volumen-Methode (FVM)
- Finite-Elemente-Methode (FEM).

Die FEM ist für viele Probleme geeignet, insbesondere für elliptische und parabolische im inkompressiblen Bereich, weniger für hyperbolische. Sie zeichnet sich durch Robustheit und solide mathematische Untermauerung aus. Die FVM ist für Erhaltungsgleichungen geeignet, insbesondere für kompressible Strömungen. Die FDM ist sehr einfach und deswegen vor allem von theoretischem Interesse.
Weitere gebräuchliche Methoden sind
- Spektralmethode
- Lattice-Boltzmann-Methode (LBM)
- Smoothed Particle Hydrodynamics (SPH)
- Randelementmethode (boundary element method, BEM)
- Fast Multipole Method (FMM)
- Method of Fundamental Solutions (MFS)
- Finite-Punkte-Methode (FPM)
- Moving Particle Semi-Implicit Method (MPS)
- Fast Fluid Dynamics (FFD)
- Particle in Cell Method (PIC)
- Vortex in Cell Method (VIC)

Bei allen Methoden handelt es sich um numerische Näherungsverfahren, die zur Validierung mit quantitativen Experimenten verglichen werden müssen. Mit Ausnahme der partikelbasierten Methoden ist der Ausgangspunkt der oben genannten Methoden die Diskretisierung des Problems mit einem Rechengitter.

## Zeitabhängige Gleichungen
Bei zeitabhängigen Gleichungen kommt man, je nachdem in welcher Reihenfolge man die Orts- und Zeitdiskretisierung vornimmt, zu zwei verschiedenen Lösungsansätzen:
- Vertikale Linienmethode: Hier wird zunächst im Ort diskretisiert, sodass man ein System von gewöhnlichen Differentialgleichungen in der Zeit erhält.
- Horizontale Linienmethode (oder Rothe-Methode): Die Zeitdiskretisierung erfolgt zuerst und die Gleichungen reduzieren sich auf die Lösung eines Randwertproblems in jedem Zeitschritt.

Die erste Methode wird vor allem bei hyperbolischen Gleichungen und kompressiblen Strömungen, letztere bei inkompressiblen Strömungen eingesetzt. Außerdem ist die Rothe-Methode flexibler im Hinblick auf eine Implementierung einer adaptiven Gitterverfeinerung im Ort während der Zeitevolution der Strömungsgleichungen.

## Turbulente Strömungen
Bei turbulenten Strömungen gibt es für die numerische Strömungssimulation noch viele offene Fragen: Entweder man verwendet sehr feine Rechengitter wie bei der direkten numerischen Simulation oder man verwendet mehr oder weniger empirische Turbulenzmodelle, bei denen neben numerischen Fehlern zusätzliche Modellierungsfehler auftreten. Einfache Probleme können auf Highend-PCs in Minuten gelöst werden, während komplexe 3D-Probleme selbst auf Großrechnern teilweise kaum zu lösen sind.

## Anwendungen
In der Strömungssimulation ermittelt man mechanische und thermische Größen sowie Wechselwirkungen mit anderen technisch relevanten Parametern wie Drücke und Temperaturen. Außerdem lässt sich der Wärme- oder Stofftransport erfassen und darstellen. So lassen sich beispielsweise sog. „Totzonen“ innerhalb des Spülprozesses von Geometrien identifizieren. Mögliche Druckverluste, Massenströme  und Wärmeübergänge in komplexen strömungstechnischen und wärmetechnischen Systemen und Anlagen können frühzeitig entdeckt werden.

## Software
Im kommerziellen Bereich wird der Markt von den Produkten der Firmen Ansys (Fluent, CFX), Solidworks, IANUS Simulation, SimScale und Siemens PLM Software (Simcenter™ STAR-CCM+) dominiert.  Diese basieren auf der Methode der finiten Volumen (FVM). Bei Diskretisierung in Finiten Elementen (FEM) ist COMSOL verbreitet. Im Open-Source-Bereich ist OpenFOAM das am meisten verbreitete Softwarepaket, welches ebenfalls auf der FVM basiert.
Im Bereich der gitterfreien Löser, welche direkt die Navier-Stokes-Gleichungen analog zur FEM oder FVM lösen, gibt es die kommerzielle Software LS-DYNA, MPMSim und Nogrid points. Zur Lösung der Boltzmann-Gleichung (über sogenannte Partikelmethoden, Lattice-Boltzmann-Methode) gibt es andere kommerzielle und frei verfügbare Löser, wie z. B. Powerflow, OpenLB oder Advanced Simulation Library. Für die smoothed particle hydrodynamics-Methode (SPH) ist ebenfalls Software frei verfügbar, wie pysph oder sphysics.
Daneben gibt es aber eine Vielzahl an Simulationssoftware, die auf spezielle Strömungsprobleme zugeschnitten ist. An vielen Universitäten und Forschungseinrichtungen werden Softwarelösungen entwickelt, die sich insbesondere in akademischen Kreisen großer Beliebtheit erfreuen.